# 이정 (대만의 배우)
이정(중국어 정체자: 伊正, 병음: Yī Zhèng, Vins Wang, 1966년 5월 25일 ~ )은 대만의 배우이다. 본명은 왕이정(王一正)이다.

## 방송
- 요괴인간
- 천지교녀
- 일가단원
- 대만X당안

## 영화
- 모란조
- 태평륜
- 제기